# Cattleya grandis
La Cattleya grandis es una especie de orquídea epifita  que pertenece al género de las Cattleya.  

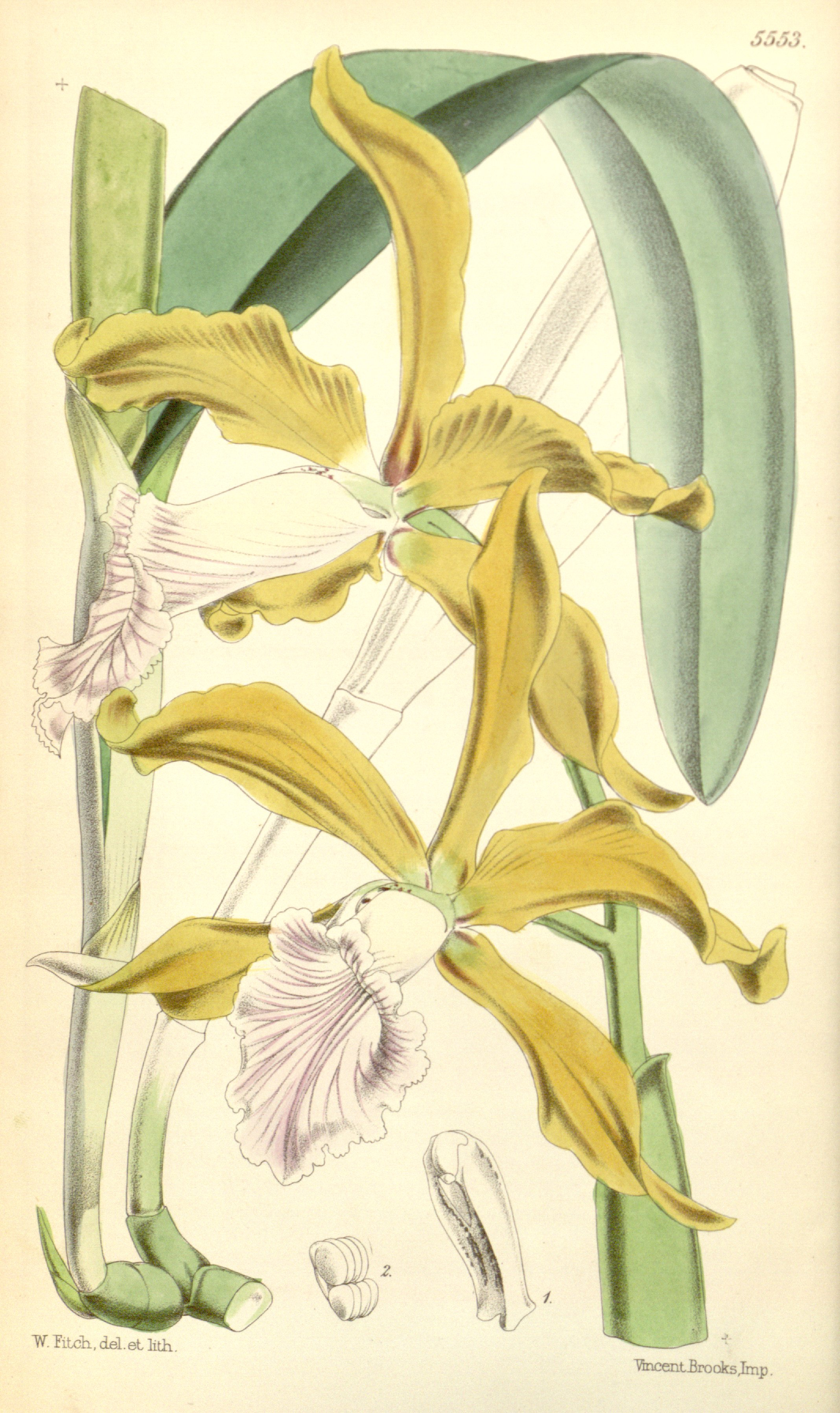
Ilustración

## Descripción
Es una orquídea de tamaño mediano a grande, de hábitos de epifita con pseudobulbos fusiformes, comprimidos, estrechados por debajo y que llevan una sola hoja, apical , oblongo-lanceolada, rígida y obtusa: Florece en la primavera y el verano en el cultivo y a finales en la naturaleza en una inflorescencia erecta de 30 a 37,5 cm de largo en forma de racimo con algunas flores de corta duración cubiertas por una vaina comprimida con 2 a 5 flores fragantes o no.

## Distribución
Se encuentra en Brasil   con una hoja solitaria, en árboles altos en pleno sol en las elevaciones más bajas alrededor de la bahía de Bahía. 

## Taxonomía
Cattleya grandis fue descrita por (Lindl.) A.A.Chadwick y publicado en The Classic Cattleyas 151. 2006.
Etimología
Cattleya: nombre genérico otorgado en honor de William Cattley orquideólogo aficionado inglés,
grandis: epíteto latíno que significa "grande".
Sinonimia
- Bletia grandis (Lindl.) Rchb.f.
- Brasilaelia grandis (Lindl.) Gutfreund
- Chironiella grandis (Lindl.) Braem
- Hadrolaelia grandis (Lindl.) Chiron & V.P.Castro
- Laelia grandis Lindl.	basónimo
- Sophronitis grandis (Lindl.) Van den Berg & M.W.Chase	[1][4][5]